# Trịnh Công Sơn
Trịnh Công Sơn (megközelítőleges kiejtése: Csiny Kong Szön (É) / Trin Kong Szön (D); Buôn Ma Thuột, 1939. február 28. – Ho Si Minh-város, 2001. április 1.) vietnámi zeneszerző, zenész, dalszövegíró, festő és költő. Ő szerezte a Nối Vòng Tay Lớn című dalt, amit Saigon eleste után előadtak a rádióban, így a vietnámi háború végének, illetve Vietnám újraegyesülésének jelképévé vált.
Őt, Phạm Duyt, és Văn Caót tartják a modern vietnámi zene három megteremtőjének. Trịnh sokszor írt szerelmi dalokat is. Számos másik dala háborúellenes hangulatú, és a vietnámi háborúról szól, közülük sokat betiltatott Dél-Vietnám kormánya, később pedig az egységes Vietnámé is.

## Fordítás
Ez a szócikk részben vagy egészben  a   Trinh Cong Son című angol Wikipédia-szócikk fordításán alapul.  Az eredeti cikk szerkesztőit annak laptörténete sorolja fel. Ez a jelzés csupán a megfogalmazás eredetét és a szerzői jogokat jelzi, nem szolgál a cikkben szereplő információk forrásmegjelöléseként.